# Колібрі-ангел синьогрудий
Колі́брі-а́нгел синьогрудий (Heliomaster furcifer) — вид серпокрильцеподібних птахів родини колібрієвих (Trochilidae). Мешкає в Південній Америці.

## Опис
Довжина птаха становить 12,6-13 см, вага 5-6,5 г. У самців під час сезону розмноження тім'я, потилиця і верхня частина спини смарагдово-зелені, решта верхньої частини тіла мідно-зелена, блискуча. На горлі і шиї з боків блискуча фіолетова пляма, пера на шиї з боків видовжені. Нижня частина тіла райдужно-ультрамаринова. Хвіст роздвоєний, загострений, зверху темно-зелений, знизу синьо-зелений. Дзьоб довгий, чорний, дещо вигнутий. За очима невеликі білі плямки. Під час негніздового періоду нижня частина тіла у самців сіра.
У самиць верхня частина тіла мідно-зелена. Горло сіре, з віком встає більш темним. Нижня частина тіла сіра, посередині живота проходить біла смуга, боки поцятковані зеленими плямами. Хвіст менш роздвоєний, ніж у самців, зверху бронзово-зелений з чорними кінчиками центральних стернових пер, знизу синьо-зелений, блискучий з білими кінчиками крайніх стернових пер. Забарвлення молодих птахів є подібне до забарвлення самиць.

## Поширення і екологія
Синьогруді колібрі-ангели мешкають на сході Болівії, на півдні Бразилії (від Мату-Гросу, Гояса і Мінас-Жерайса до Ріу-Гранді-ду-Сул), в Парагваї, північній Аргентині (на південь до Катамарки, Кордови і північного Буенос-Айреса) і північному Уругваї. Бродячі птахи спостерігалися в Колумбії і Перу, за непідтвердженними свідченнями також в Еквадорі. Синьогруді колібрі-ангели живуть на узліссях вологих атлантичних лісів, на луках і саванах серрадо. Зустрічаються на висоті до 1000 м над рівнем моря.
Синьогруді колібрі-ангели живляться нектаром різноманітних квітучих рослин з родин омелових, бобових, імбирних, бромелієвих, лілієвих, дзвоникових, вербенових і кактусових, який шукають на висоті від 2 до 8 м над землею, а також дрібними комахами, яких ловлять в польоті. Вони є одними з основних запилювачів ліани Dolichandra cynanchoides. Самці захищають кормові території.
Сезон розмноження в триває з листопада по березень. Гніздо невелике, чашоподібне, робиться з м'яких рослинних волокон і лишайників, розміщується на горизонтальній гілці дерева, на висоті від 3 до 6 м над землею. В кладці 2 білих яйця розміром 15,5×9 мм і вагою 2 г. Інкубаційний період триває 15-16 днів, пташенята покидають гніздо через 20-25 дні після вилуплення.